# Saltuarius moritzi
Saltuarius moritzi (новоанглійський листохвостий гекон) — вид геконоподібних ящірок родини Carphodactylidae. Ендемік Австралії. Вид названий на честь австралійського герпетолога Крейга Моріца.

## Поширення й екологія
Новоанглійські листохвості гекони мешкають у регіоні Нова Англія на північному сході Нового Південного Уельсу, на південь від річки Кларенс. Вони живуть у вологих склерофільних і помірних лісах, серед скель.